# Buszynko Kraińskie
Buszynko Kraińskie – zlikwidowany w 1945 roku przystanek osobowy w Buszynku Drugim, w gminie Bobolice, w powiecie koszalińskim, w województwie zachodniopomorskim, w Polsce.